# Route nationale I-5 (Bulgarie)
La route nationale I-5 (en bulgare : Републикански път I-5) est une route nationale du centre de la Bulgarie. Elle s'étend du Pont de l'amitié Roussé-Giurgiu sur le Danube, à la frontière entre la Bulgarie et la Roumanie et le col de Makaza, à la frontière entre la Bulgarie et la Grèce. 

## Description
La route I-5 part du pont du Danube, à la frontière avec la Roumanie. La route contourne Roussé et se dirige vers le sud. 
Elle contourne Veliko Tarnovo puis tourne vers le sud-ouest avant d'atteindre Gabrovo.
En février 2015, le gouvernement bulgare a annoncé son intention de construire l'autoroute Veliko Tarnovo-Ruse, qui remplacera la I-5.
Actuellement, la route traverse le Grand Balkan via le col de Shipka à 1 150 mètres d'altitude. Pour améliorer les conditions de circulation, la construction d'un tnnel de 3,2 kilomètres est projeté.
Le trafic de marchandises lourdes emprunte une autre route passant par le Col de la République pour traverser la montagne.
La route quitte le Grand Balkan à Chipka et traverse ensuite le centre de Kazanlak. 
Elle contourne Stara Zagora avant de rejoindre l'autoroute A1 à l'échangeur de Stara Zagora.

## Tracé
| Km     | Agglomérations                  | Carte interactive |
| ------ | ------------------------------- | ----------------- |
| 0 km   | Pont de l'amitié Roussé-Giurgiu |                   |
|        | Roussé                          |                   |
|        | Byala                           |                   |
| 115 km | Veliko Tarnovo                  |                   |
| 157 km | Gabrovo                         |                   |
|        | Kazanlak                        |                   |
| 219 km | Stara Zagora                    |                   |
| 267 km | Dimitrovgrad                    |                   |
| 281 km | Haskovo                         |                   |
| 333 km | Kardzhali                       |                   |
| 347 km | Momchilgrad                     |                   |
| 397 km | Makaza (en)                     |                   |

## Voir  aussi